# Rivière Mbinurume
 (juin 2017).
Si vous disposez d'ouvrages ou d'articles de référence ou si vous connaissez des sites web de qualité traitant du thème abordé ici, merci de compléter l'article en donnant les références utiles à sa vérifiabilité et en les liant à la section « Notes et références ».
 (juin 2017).
La Mbirurume est une rivière du Rwanda occidental qui est un affluent de la rivière Nyabarongo.

## Géographie
Ce cours d'eau prend sa source dans les pays forestiers au sud du Rwanda à l’est de la ligne de partage des eaux entre Congo et Nil. Il est originaire de l’extrême nord du parc national de Nyungwe, dans le district de Nyamagabe. Il coule en direction du nord-est, entrant dans le district de Karongi et passe à Mukungu à l’ouest, puis circule dans une direction nord-est le long de la frontière entre les districts de Nyamagabe et de Karongi. Il tourne alors du sud-est peu avant la réunion de la rivière Mwogo partant de la gauche. Les rivières combinées forment la rivière Nyabarongo, qui coule vers le nord le long des pentes orientales de la fracture du Nil-Congo.